# HD 49567
HD 49567，又名BD+01 1531，SAO 114465、HR 2517，是一颗恒星，视星等为6.15，位于銀經211.77，銀緯-0.07，其B1900.0坐标为赤經6h 43m 53.9s，赤緯+1° -0.07′ 51″。